# إيمج نيشن
إيمج نيشن أبو ظبي (المعروفة سابقًا باسم إيمج نيشن)، هي إستوديو إماراتي لإنتاج الأفلام تأسس عام 2008.  يقع مقرها في المنطقة الإبداعية ياس في أبوظبي، الإمارات العربية المتحدة. يُركز الإستوديو على إنتاج الأفلام، والمسلسلات التلفزيونية، والأفلام الوثائقية، والمحتوى الترفيهي، لتصبح أول شركة إماراتية يُعرض العديد من أعمالها عبر منصّة البثّ العالمية نتفليكس. حيث عُرضت إنتاجاتها الفنية في أكثر من 400 مهرجان سينمائي دولي، ونالت العديد من الجوائز المرموقة، بما في ذلك جائزتي أوسكار وجائزة من الأكاديمية البريطانية لفنون الأفلام والتلفزيون (بافتا) وجائزة إيمي.  وتُعد إيمج نيشن قسم فرعي من هيئة الإعلام الإبداعي.

## نبذة تاريخية
تأسست إيمج نيشن أبوظبي كجزء من إستراتيجية التنويع الاقتصادي في أبوظبي، مع التركيز على تعزيز التنمية الثقافية. وكان الهدف منها إنشاء قطاع إعلامي وترفيهي يساهم في الهوية الثقافية والنمو الاقتصادي للمنطقة.  وتُركز على دعم الأفكار المبتكرة وتعزيز الاهتمام بصناعة السينما والترفيه في جميع أنحاء دول مجلس التعاون الخليجي، ومنطقة الشرق الأوسط، وشمال إفريقيا.

## “استوديو الفيلم العربي”
وتشمل مبادرات "استوديو الفيلم العربي" :
- وسائل الإعلام الصوتية
- كتابة السيناريو
- ورشة عمل التحرير
- التصوير السينمائي
- الإخراج للإعلانات التجارية
- دورة التحرير
- الأفلام الروائية
- برنامج إدارة الإنتاج

صٌناع الأفلام الشباب قدمت إيمج نيشن برنامج إستوديو الفيلم العربي في الفترة من 2011 إلى 2023، حيث وفر البرنامج فرص التدريب والتطوير في قطاع الإعلام. وقد عرض طلاب إستوديو الفيلم العربي أفلامهم وفازوا بجوائز في بعض من أفضل المهرجانات السينمائية حول العالم.

## الإنتاجات
تُنتج إيمج نيشن أبوظبي الأفلام الروائية، والأفلام الوثائقية، والمسلسلات التلفزيونية. وقد تعاونت مع صناع الأفلام والإستوديوهات العالمية في العديد من المشاريع.
تتعاون إيمج نيشن مع مختلف الشركاء لإنشاء محتوى تفاعلي لتحقيق الأهداف الإستراتيجية. طور الإستوديو مشاريع الوسائط المتعددة، بما في ذلك الحملات الوطنية، والمحتوى التلفزيوني، والأفلام الوثائقية.
حصلت إنتاجات إيمج نيشن على إشادة النقاد وساهمت في تحقيق الأهداف الاقتصادية لأبوظبي. 

## برنامج تطوير أفلام «Screenlife»
تعاونت «إيمج نيشن أبوظبي»مع مخرج هوليوود تيمور بيكمامبيتوف وشركته المتخصصة في الإنتاج الفني «بازيليفز»، لإطلاق برنامج مسرّعات متخصص في تطوير أفلام «Screenlife» بدولة الإمارات وتدريب الكوادر المحلية عليه و وهو نمط سينمائي رقمي يسرد الأحداث بالكامل عبر شاشات أجهزة الحواسيب الشخصية أو اللوحية أو شاشات الهواتف الذكية.

## فيلموغرافيا

### أفلام
- أمريكا (2009)

- شورتس (2009)
- اسمي خان (2010)
- المجانين (2010)
- الانتقام الفروي (2010)
- لعبة عادلة (2010)
- طريق العودة (2010)
- القندس (2011)
- الخدم (2011)
- الوباء (2011)
- ظل البحر (2011)
- المزدوج (2011)
- ماريجولد أفضل فندق غريب الأجواء (2011)
- الراكب الشبح: روح الانتقام (2011)
- رجال باللباس الاسود 3 (2012)
- الرحلة الجوية (2012)
- جن (2012)
- أرض الميعاد (2012)
- الواشي (2013)
- رحلة المئة قدم (2014)
- حياة الجريمة (2014)
- العام الأكثر عنفًا (2014)
- من ألف إلى باء (2014)
- زنزانة (2015)
- المختارون (2016)
- الدائرة (2017)
- رومان جاي إسرائيل، إسكواير (2017)
- شباب شياب (2018)
- رجال في الملابس السوداء: دوليين (2019)
- بري (2019)
- الموصل (2019)
- راشد ورجب (2019)
- سيدة البحر (2019)
- خط دم (2020)
- الكمين (2021)
- واتشر (2022)
- لايت نايت وذ ذا ديفل (2023)
- فوي! فوي! فوي! (2023)
- حوجن (2024)
- العيد عيدين (2024)

### البرامج التلفزيونية
- قلب العدالة (2017)
- الميراث (2022-2023)
- كابوس (2023)
- مليون دولار ليستنغ – الإمارات (2023)
- (2024) Unstoppable: الحلم الإيطالي [26][27]

### الأفلام الوثائقية
- كلنا معًا: مشروع التوحد (2014)
- حتى آخر طفل (2014)
- سماني ملالا    (2015)
- أنوار روما (2016)
- فري سولو (2018)

- تاريخ الإمارات (2019)